# 北極星峰

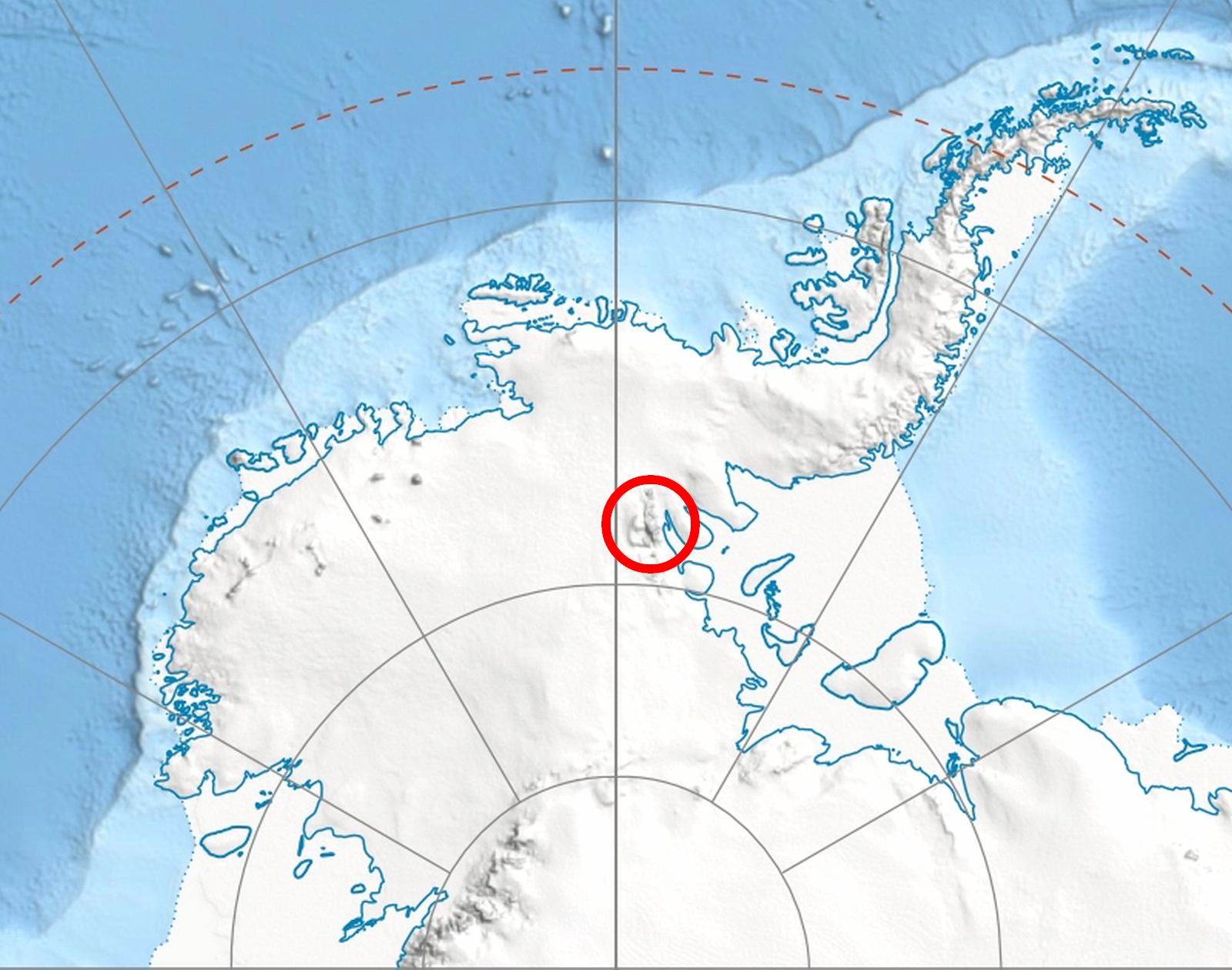

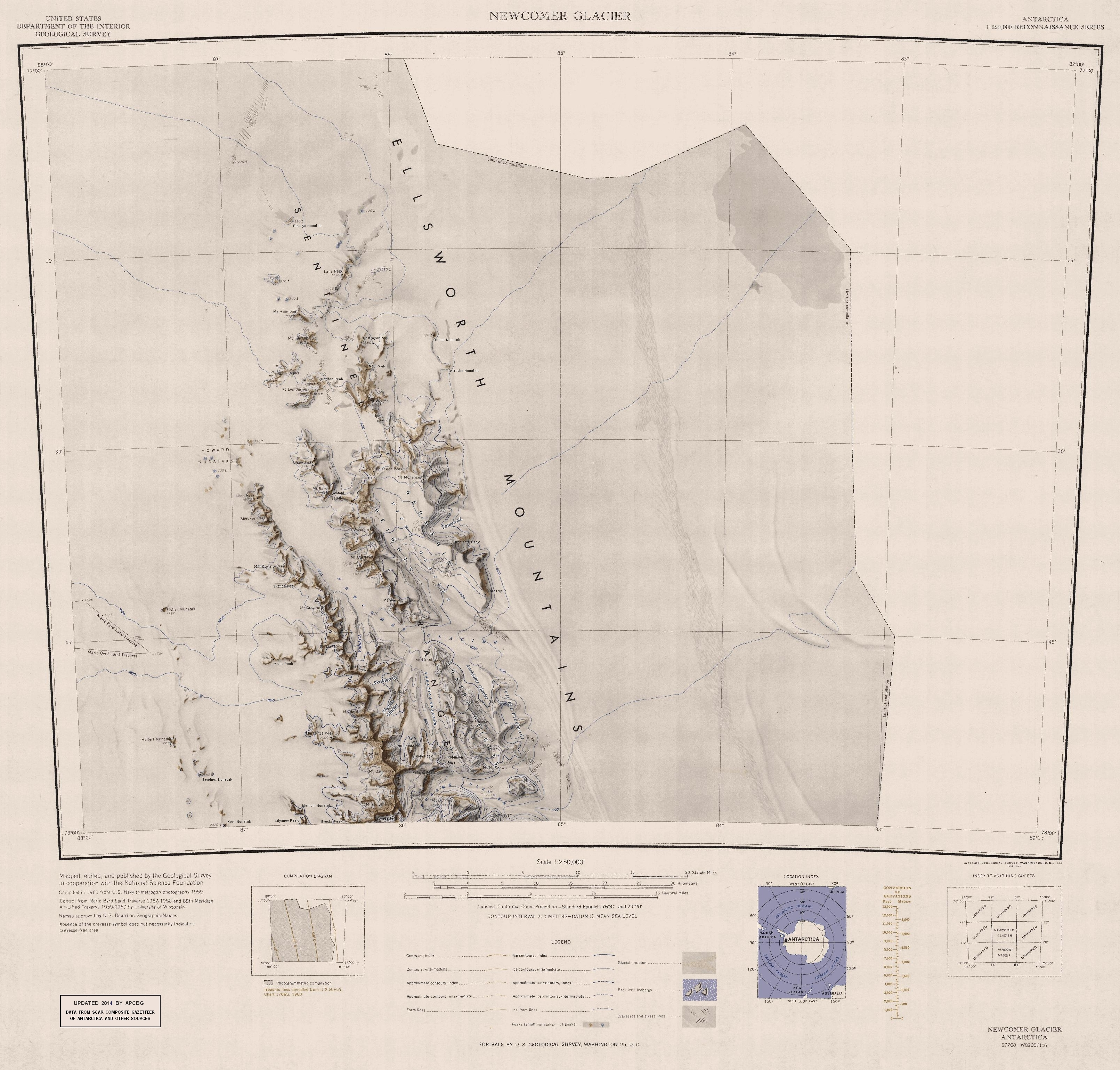

77°32′S 86°9′W / 77.533°S 86.150°W
北極星峰（英語：Polarstar Peak）是南極洲的山峰，位於埃爾斯沃思地，處於厄爾默山以北6公里，屬於埃爾斯沃思山脈中森蒂納爾嶺的一部分，海拔高度超過2,400米，在1935年11月23日由美國探險隊發現和拍攝照片，現時由南極條約體系管理。